# Taxithelium ludovicae
Taxithelium ludovicae là một loài rêu trong họ Sematophyllaceae. Loài này được Broth. & Paris mô tả khoa học đầu tiên năm 1909.